# Pintor de Socles

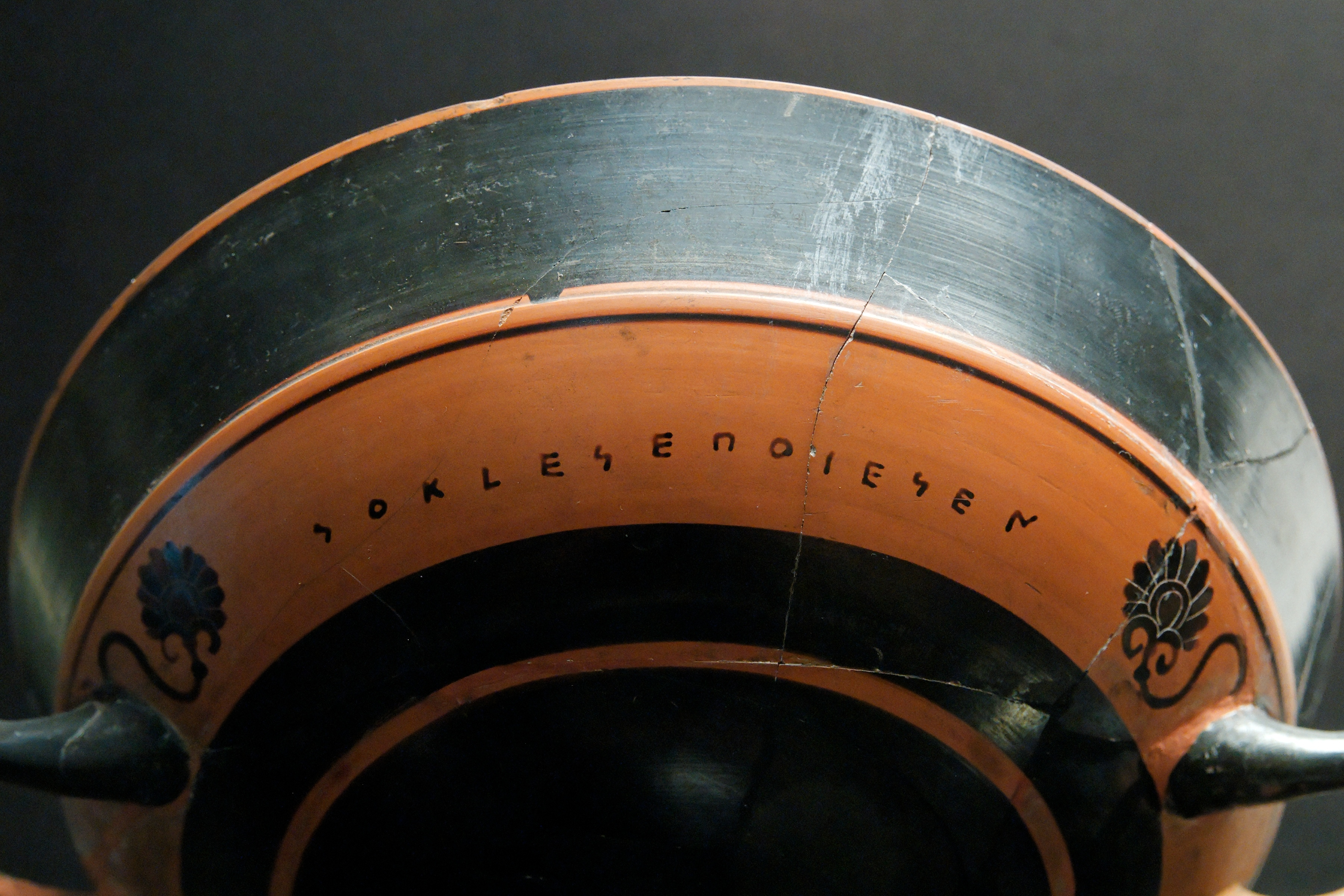
Kílix ático de figuras negras del tipo Gordio, firmada por el alfarero Socles. En el interior de la copa se representa a Heracles luchando contra el león de Nemea. Museo Arqueológico Nacional de España, Madrid.

El Pintor de Socles es el nombre convenido de un pintor ático de vasos de figuras negras , activo en Atenas a mediados del siglo VI a. C.
El nombre de Pintor de Socles le fue dado por el historiador de arte británico John Beazley en honor al alfarero Socles,  cuya firma figura en algunos de sus vasos,(ΣΟΚLΕΣΕΠΟΙΕΣΕΝ – «Socles me hizo»), que decoró con pinturas.
Beazley también le atribuyó, basándose en el estilo de la pintura, un cántaros de figuras negras sin firmar en Berlín (Berlín, Schloss Charlottenburg: F1737), tipo de vaso raramente decorado por los Pequeños maestros. En un lado representa a tres centauros (llamados así por las inscripciones ASBOLOS, PETRAIOS, HYLAIOS) atacando a Heracles desde ambos lados (los artistas de la época preferían pintar otras hazañas de Hércules, como su lucha con el león de Nemea. El reverso del vaso representa una escena de la Ilíada de Homero, Aquiles parlamentando con su madre Tetis en presencia de guerreros aqueos, Menesteo, Odiseo, Patroclo y Menelao (todos marcados con inscripciones).
Entre sus obras se incluye un kílix ático de figuras negras, conservado en una colección privada en Suiza, que representa a un erastés y un erómeno en su interior (en el tondo) (en la antigua Grecia, en una relación pederasta, al joven compañero se le denominaba erómeno y al adulto erastés – ἐραστής,  ‘amante’): la figura desnuda de un hombre corpulento a la izquierda se identifica por su barba y su gesto ofensivo como erastés, y la figura de un hombre joven, desnudo e imberbe a la derecha como erómeno.
Otra de sus obras (firmada por el alfarero Socles), datada aproximadamente en el 540 a. C., es un kílix ático del tipo copa de labios procedente de Malibú (Museo J. Paul Getty 86.AE.158), que en su tondo está representado un "joven alado" corriendo con el pelo largo. John Beazley también le atribuyó el kílix de figuras negras del tipo copa de Gordio  (Museo Arqueológico Nacional de España10947), que representa en su interior a Heracles y un león.